# 鏡面水庫
鏡面水庫（英文：Jingmian Reservoir），是臺灣的一座小型水庫，位於臺南市南化區小崙里，1980年（民國六十九年）完工，由台灣自來水公司第六區管理處管理，水源來自菜寮溪。
原本設計功能是提供當時南化鄉（今南化區）境內的芒果灌溉用水，並提供南化鄉及鄰近的高雄縣內門鄉（今高雄市內門區）居民之民生用水，但興建過程中卻因芒果灌溉效果不佳，因此改為台灣自來水公司的公共給水水源，每天可供應三千到三千五百公噸的民生用水。1993年（民國八十二年）南化水庫完工啟用後，鏡面水庫轉為提供備用水源為主，若下游河川逢枯水期，也會適時放水，提供灌溉。
目前是西拉雅國家風景區境內的七座水庫（白河水庫、尖山埤水庫、烏山頭水庫、曾文水庫、鹿寮溪水庫、虎頭埤水庫和鏡面水庫）之中容量最小的一座，容量僅南化水庫的1％，定位為南化水庫的備用水源。

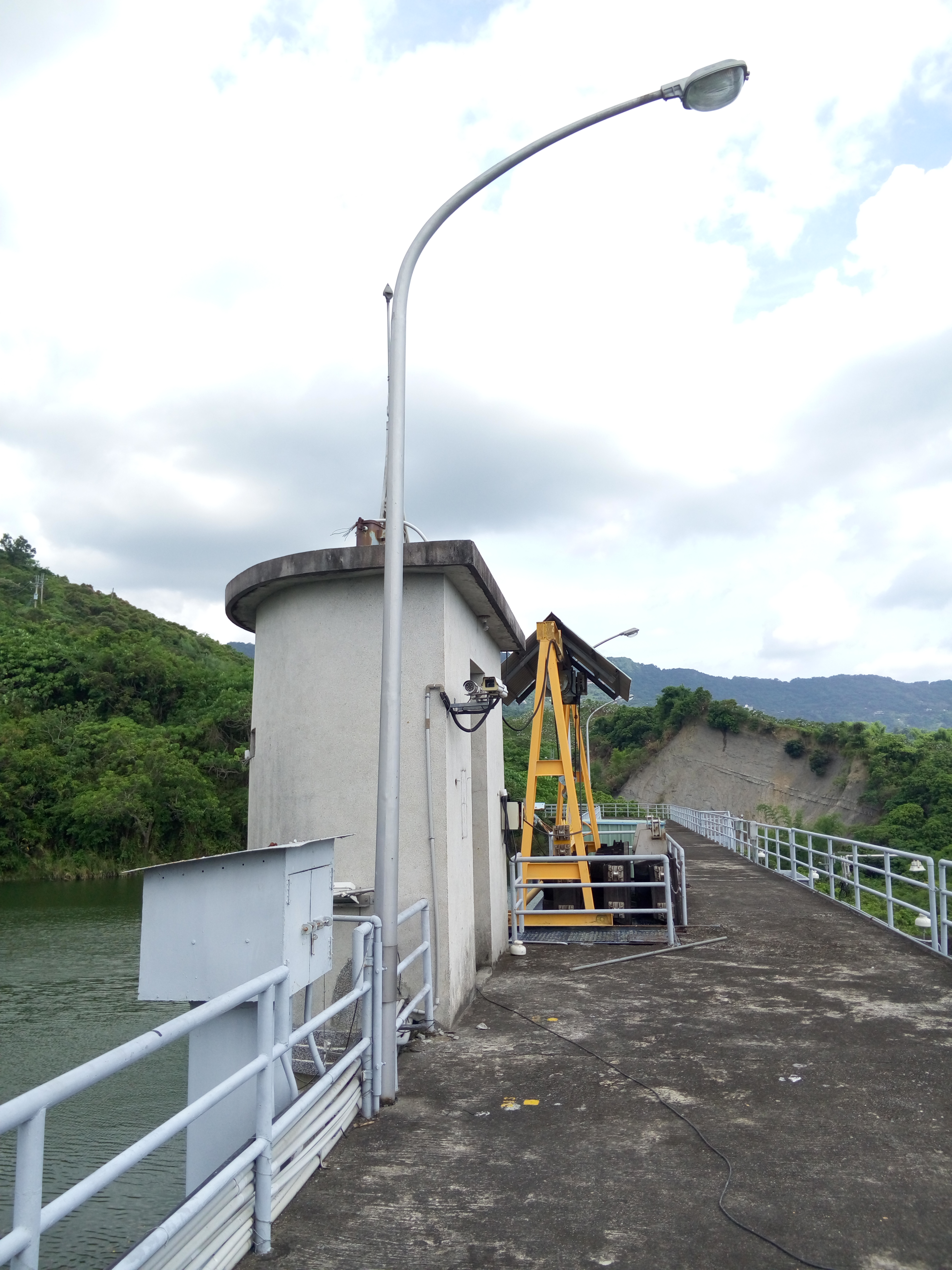
鏡面水庫大壩洩洪道閘門控制閥
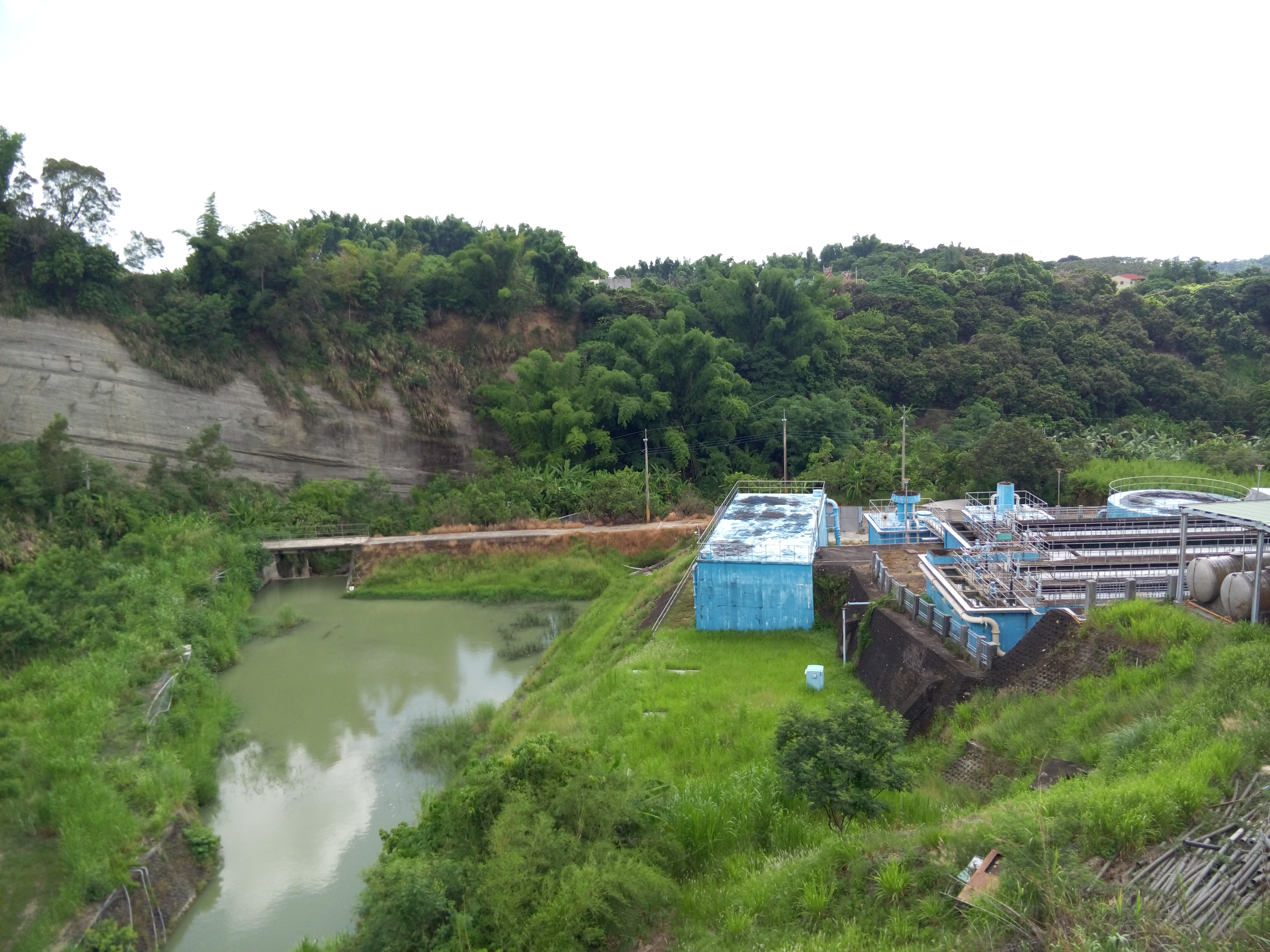
大壩俯瞰洩洪道靜水池與鏡面淨水廠

## 外部連結
- （繁體中文）台灣自來水公司
- （繁體中文）鏡面水庫 （页面存档备份，存于）